# نهائي كأس أمم أوقيانوسيا 1996
نهائي كأس أوقيانوسيا للأمم 1996 هي المباراة النهائية من منافسة كأس أوقيانوسيا للأمم 1996، أقيمت المباراة في 1996، بين فريقي منتخب تاهيتي لكرة القدم، ومنتخب أستراليا لكرة القدم، وفاز فيها منتخب أستراليا لكرة القدم، بعد أن هزم منتخب تاهيتي لكرة القدم، بنتيجة 0 - 11.

## تفاصيل المباراة
لعبت المباراة النهائية في 1996.
| منتخب تاهيتي لكرة القدم | 0 -11 | منتخب أستراليا لكرة القدم |
| ----------------------- | ----- | ------------------------- |
|                         |       |                           |